# يوجين هاميلتون
يوجين هاميلتون (بالإنجليزية: Eugene Hamilton)‏ هو طبيب أمريكي، ولد في 27 يونيو 1910، وتوفي في 1 يونيو 2005 بسبب قصور القلب.